# 人體使用手冊
《人體使用手冊》是一部關於養生保健的暢銷書系列，書稿原為2002年完成的電子文档形式，2003年起在網路流傳，初版自2005年、2006年開始分別在臺灣、中國大陸付印出版。2009年，入选中国图书商报社和中国出版科学研究所联合主办评选的“新中国60年中国最具影响力的600本书”。

## 評選與市場關注
2006年，此書在卓越网（亚马逊中国的前身）畅销书排名第一。
2007年12月，《中国新闻周刊》对2006年至2007年中国养生类图书进行调查，描述“2006年，中医养生类出版物兴起，中医养生明星诞生。”报导表示，这些养生明星、畅销养生书的出现，实际与大众健康类书类市场扩大的趋势相吻合。
|  | 根据北京开卷信息技术有限公司的数据，2007年上半年大众健康类图书的同比增长率超过32%，远远超过整体图书零售市场水平(14.23%)。非虚构类排行榜中大众健康类图书表现十分抢眼，已经杀入了国内超级畅销书的行列而且为数不少，《人体使用手册》《40岁登上健康快车》等大众健康风靡之作，与早已成为市场热点的文学类、财经类、励志类图书相比毫不逊色。 ——《中国新闻周刊》 |

2009年，中国图书商报社和中国出版科学研究所联合主办“新中国60年中国最具影响力的600本书”评选活动 ，将吴清忠著《人体使用手册》（花城出版社，2006年版）与《哈佛女孩刘亦婷》、华东师范大学出版社《一課一練》、《于丹〈论语〉心得》、易中天《易中天·品三国》、曲黎敏《从头到脚说健康》、《中国大百科全书》、朗达·拜恩《秘密》、金赛性学报告、阮芳斌主编《性知识手册》等列在生活文教类（共28种）。
|  | 这确实是一本值得推荐给亲朋好友的保健书，也是能令个人生命受用的礼物书。 有人称，它的诞生，将引导我们走出生活误区，将掀起一场养生方式大革命。 ——《南方都市报》 |

|  | 他认为其中最应该戒掉的“白领”生活习惯就是晚睡晚起， “正常的睡眠提供人体足够的造血时间，而且这个时间是我们从动物进化而来之时起 已经由自身的动物构造决定了的，与太阳升起落下的时间基本相合。” 只有这样，才能保证体内血气的水平，从而维护身心两方面的健康。 ——《羊城晚报》 |

2011年08月，上海市中医药学会与中华经络堂合作成立的中医养生中心开业，中国日报网报导称“养生书籍高居各类图书的排行榜前列，各电视台热播养生类节目，形成了全民养生热潮。而随着以《求医不如求己》、《人体使用手册》为代表的一批养生书籍的热销更是掀起全民“中医经络热”！”

## 作者、續篇及改版
|  | 作者是一位“半路出家意外成名”“对西医不抱希望”的台湾投资商人。——《中国新闻周刊》2007年12月 |

作者吳清忠，原為臺灣工程技術研究者、實業家，因健康因素對中醫產生興趣，以其工程和管理的背景，深研《黃帝內經》，讚許《內經》就是以上帝視角，寫出人體應該如何使用的看法。後從事相關養生調理的儀器研究開發。
此書多次加印、改版與增修。其中《人體復原工程》，副標題「人體使用手冊2」，2008年5月初版。在此書2010年9月再版封面的顯示：「……《人體使用手冊》銷售逾1,500,000本，全球數百萬華人因這本書而改變生活作息和健康觀念」。2016年3月，發布「人體使用手冊3」的「實踐版」及「親子漫畫版」修訂改版。

## 相關主題
- 日常保養的「一式三招」：
  - 敲胆经
  - 早睡早起
  - 按摩心包經
- 日常保養的兩個重要觀念：
  - 不生氣
  - 保持腸胃的清潔

## 外部連結

### 用戶记载
- 2023-11豆瓣读书上的資料 （简体中文）页数: 232，山东科学技术出版社 ISBN 9787572318290
- 2016-1 豆瓣读书上的資料 （简体中文）页数: 230，花城出版社
- 2014-2-1 豆瓣读书上的資料 （简体中文）页数: 200，上海交通大学出版社
- 2013-6-1 豆瓣读书上的資料 （简体中文）页数: 184，上海交通大学出版社
  - 人体使用手册亲子漫画版 （页面存档备份，存于）（圖片：新浪育儿）
- 2013-4-1 豆瓣读书上的資料 （简体中文）页数: 240，上海交通大学出版社
- 2011-12 豆瓣读书上的資料 （简体中文）页数: 264，南方出版社
- 2008-5-1 豆瓣读书上的資料 （简体中文）页数: 196，花城出版社
- 2008-5-1 豆瓣读书上《人體復原工程：人體使用手冊2》的資料 （简体中文）頁數：272，晨星出版社
- 2005 豆瓣读书上《人體使用手冊》的資料 （简体中文）頁數：270，達觀文化

### 作者
（简体中文）
- 书籍 （页面存档备份，存于）（吳清忠養生網）——2017年以前

（繁體中文）
- YouTube上的“吳清忠的科學化中醫”頻道（2012年3月起）
- 人體使用手冊 - 養生教室 （2015年8月成立）（页面存档备份，存于）
  - 人體使用手冊 （页面存档备份，存于）（作者2005年2月至2011年4月的網頁）

### 早期集錦
（简体中文）
- 《人体使用手册》完整版电子书 （页面存档备份，存于）

（繁體中文）
- 《人體使用手冊》完整版電子書 （页面存档备份，存于））

- 人體使用手冊／吳清忠著（2002年文稿，2008年檢索）（页面存档备份，存于）

- 人體使用手冊[] （页面存档备份，存于）
  - 上海 陳玉琴問答內容整理 （页面存档备份，存于）（作者早年啟蒙來源之一）
  - 吳清忠的網站（作者2005年2月至2011年4月的網頁） （页面存档备份，存于）
  - 《人體使用手冊》-- 全文（页面存档备份，存于）

- 《人體修復工程》摘錄[]（页面存档备份，存于）
  - 停止創造新的疾病（页面存档备份，存于）
  - 敲膽經（页面存档备份，存于）
  - 早睡自然醒（页面存档备份，存于）
  - 氣的調度（页面存档备份，存于）
  - 疏通心包經（页面存档备份，存于）
  - 細嚼慢嚥（页面存档备份，存于）
  - 午後輕食（页面存档备份，存于）